# Tommy McQuater
Thomas Mossie „Tommy“ McQuater (* 4. September 1914 in Maybole, Schottland; † 20. Januar 2008 in London) war ein britischer Jazzmusiker (Trompete).

## Wirken
McQuater, der zunächst Kornett in der Maybole Burgh Band, einem Blasorchester, spielte, war weitgehend Autodidakt. Als professioneller Musiker begann er in der Band von Louis Freeman in Green’s Playhouse in Glasgow; er arbeitete dann in den Orchestern von Jack Payne (1934) und Lew Stone (1935–36). McQuater gehörte dann fast zwei Jahre (1936–1938) als Leadtrompeter zum Orchester von Bert Ambrose. 1939 spielte er kurzzeitig bei den Heralds of Swing und kehrte dann zu Ambrose zurück. Während und nach dem 2. Weltkrieg war er Mitglied in der Squadronaires-Band der Royal Air Force, mit der er mehrere Aufnahmen machte. Nach Auftritten mit den Skyrockets (1952–53) war er vor allem für Hörfunk und Fernsehen tätig, zunächst als Mitglied von Cyril Stapletons BBC Showband, dann als angestellter Musiker unter Jack Parnell.
McQuater unterrichtete auch Trompete; zu seinen Schülern gehörten Ian Carr, Alan Elsdon und Digby Fairweather. Weiterhin arbeitete er als Studiomusiker, etwa für Neil Ardley, Siegfried Fietz oder George Melly) und trat im Niner Club auf, oft in einer kleinen Formation mit seinem Trompeterkollegen John McLevy (in den 1990er-Jahren nahmen die Auftritte ab). Er machte auch Aufnahmen mit Benny Carter (1936–7), Danny Polo (1937), George Chisholm (1938, 1944–5, 1961), John Dankworth (1955, 1961), Reg Owen (1956), Johnny Keating (1957), Laurie Johnson (1958), Ted Heath und Benny Goodman (1969).

## Lexikalischer Eintrag
- Nevil Skrimshire McQuater, Tommy [Thomas Mossie, Sr.; Mac, Tommy] In: Barry Kernfeld (Hrsg.) The New Grove Dictionary of Jazz.